# Wólka Zerzeńska
Wólka Zerzeńska – dawniej samodzielna wieś, obecnie część osiedla Nadwiśle w Warszawie, w województwie mazowieckim, w dzielnicy Wawer. Leży na południowo-wschodnich rubieżach miasta. Rozpościera się na wschód od Wału Miedzeszyńskiego, w okolicach Traktu Lubelskiego i ul. Skalnicowej.
W latach 1867–1939 wieś w gminie Zagóźdź. W 1921 roku wieś Zerzeńska Wólka liczyła 126 stałych mieszkańców, a folwark Zerzeńska Wólka – 42. 
20 października 1933 utworzono gromadę Błota w granicach gminy Zagóźdź, składającą się ze wsi Wólka Zerzeńska, folwarku Wólka Zerzeńska, kolonii Borków Dworski i wsi Kuligów.
1 kwietnia 1939 w związku ze zniesieniem gminy Zagóźdź, gromadę Wólka Zerzeńska włączono do gminy Letnisko Falenica w tymże powiecie.
Podczas II wojny światowej w Generalnym Gubernatorstwie, w dystrykcie warszawskim. W 1943 gromada Wólka Zerzeńska (w gminie Falenica) liczyła 368 mieszkańców.
15 maja 1951, w związku ze zniesieniem gminy Falenica Letnisko, gromadę Wólka Zerzeńska włączono do Warszawy.